# 叔明公主
叔明公主（6世纪—603年）金氏，新羅第24代君主真興王的夫人，后来改嫁二花郎。
《三國史记》、《三国遗事》没有记载叔明公主，只有《花郎世记》有相关记载。叔明公主是只召太后和异斯夫的女儿，和真興王是同母异父的兄妹。叔明公主嫁给了真興王，生下了贞肃太子。叔明公主与二花郎私通，败露后，叔明公主和贞肃太子都被废黜。只召太后保护下，叔明公主改嫁二花郎，晚年在永興寺出家。

## 家族
- 父亲：異斯夫
- 母亲：只召太后
  - 丈夫：真興王（534年-576年）
    - 长子：貞肅太子

  - 丈夫：二花郎（537年-603年）
    - 次子：圓光（572年-640年）
    - 三子：菩利公（573年-?，第12代风月主：591年-596年）
    - 长子：花明
    - 次女：玉明

## 相关影视
- 《花郎》（KBS2、2016年-2017年、徐睿知）